# کاپو (فیلم ۲۰۰۰)
کاپو (انگلیسی: Kapo) ۲۰۰۰، فیلم مستند اسرائیلی دربارهٔ کاپوهای یهودی است که طی جنگ جهانی دوم با نازی‌ها در اردوگاه‌های کار اجباری همکاری می‌کردند. این فیلم با نویسندگی، کارگردانی و تهیه کنندگی دن ستن، با همراهی تور بن مایر و دنی پاران از شبکهٔ تلویزیونی اشپیگل آلمان و رای ۳ ایتالیا ساخته شد. این اولین فیلم اسرائیلی بود که برندهٔ جایزه بین‌المللی امی شد، و آن را در بخش بهترین فیلم مستند دریافت کرد.